# Manic Hedgehog
Manic Hedgehog é a terceira demo tape da banda Radiohead, lançado em cassete em 1991.
Inicialmente foi distribuída por Oxford por 3£, ainda quando a banda era conhecida como On A Friday, tendo recebido críticas muito positivas por parte de uma revista de música local, Curfew. O álbum pode agora ser visto e ouvido no Youtube.
Na capa da cassete desenhada por Thom Yorke, vê-se um alien com um slogan, "Work Sucks".

## Faixas
1. "I Can't"
2. "Nothing Touches Me"
3. "Thinking About You"
4. "Phillipa Chicken"
5. "You"